# Leonard Woolley
Sir Charles Leonard Wooley, född 17 april 1880 i Upper Clapton, London, död 20 februari 1960 i London, var en brittisk arkeolog, känd för sina utgrävningar i Ur i Mesopotamien.

## Biografi
Woolley var son till en präst och utbildad vid St Johns School, Leatherhead och New College. Han var intresserad av utgrävningar redan i ung ålder.
År 1905 blev Woolley assistent vid Ashmolean Museum, Oxford. Engagerad av Arthur Evans för att utföra utgrävningar på den romerska platsen Corbridge för Francis Haverfield, började Woolley sin karriär med utgrävningar 1906, men medgav senare att han aldrig hade studerat arkeologiska metoder ens från böcker och hade ingen aning om hur man gör en undersökning eller en markplan. Han var ändå en av de första "moderna" arkeologer som grävde på ett metodiskt sätt och med noggranna register som han använde för att rekonstruera gammalt liv och historia. Woolley arbetade med utgrävningen av staden Hittite vid Karkemish mellan 1912 och 1914.
Woolleys arbete på Ur som ansvarig för samarbetet mellan British Museum och University of Pennsylvania inleddes 1922, och han gjorde viktiga upptäckter i samband med schaktning av de kungliga gravplatserna där, såsom koppartjuren och paret av små figuriner, varav en finns på British Museum och den andra i University of Pennsylvania Museum of Archaeology and Antropology.
Efter sina upptäckter vid Ur blev Woolley intresserad av att hitta banden mellan de gamla egeiska och mesopotamiska civilisationerna. Detta ledde honom till den syriska staden Al-Mina. Från 1937 till 1939 arbetade han i Alalakh (Tell Atchana).
Wolleys arkeologiska karriär avbröts av Storbritanniens inträde i andra världskriget, och han kom att ingå i de allierade arméernas Monuments, Fine Arts, and Archives program. Efter kriget återvände han till Alalakh, där han fortsatte att arbeta mellan 1946 och 1949.
Under hela sin karriär gav Woolley löpande ut en omfattande dokumentation över sina upptäckter. År 1935 adlades han för sina bidrag till arkeologin.